# Bifora rayonnant
Bifora radians
Espèce
Classification phylogénétique

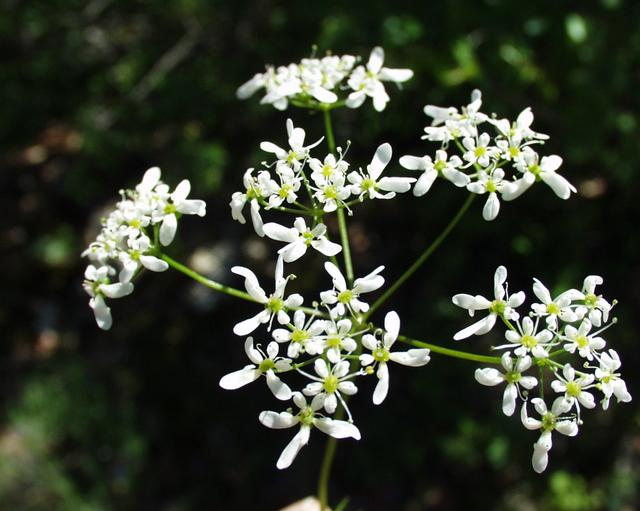
Bifora radians, ombelle.

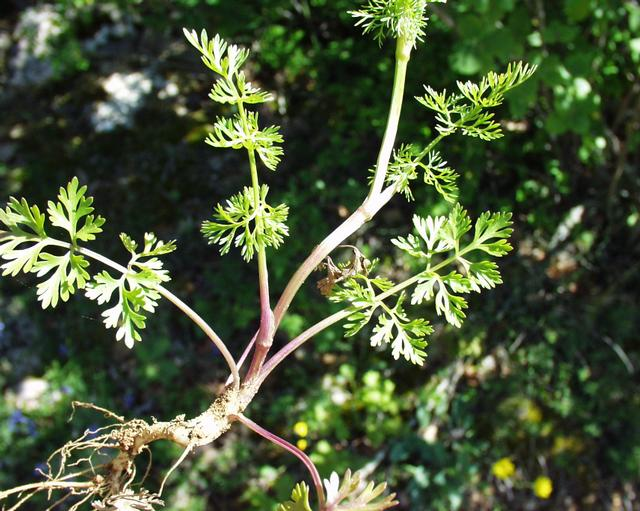
Bifora radians, feuilles basales.

Le Bifora rayonnant (Bifora radians) est une espèce de plantes à fleurs de la famille des Apiaceae. C'est une plante herbacée à floraison annuelle originaire d'Europe et de Turquie.
Elle est totalement glabre, à odeur forte, rappelant celle de la coriandre, perceptible au froissement de la tige. L'espèce est en régression et rares sont les cultures en France.